# Липтовски Храдок
Липтовски Храдок (слч. Liptovský Hrádok, мађ. Liptóújvár) град је у Словачкој, који се налази у оквиру Жилинског краја, где је у саставу округа Липтовски Микулаш.

## Географија
Липтовски Храдок је смештен у северном делу државе. Главни град државе, Братислава, налази се 300 километара југозападно од града.
Рељеф: Липтовски Храдок се налази у области Липтов и представља средиште његовог горњег дела. Насеље се развило у пространој котлини реке Вах. Око града и котлине издижу се Татре. Надморска висина града је приближно 640 m.
Клима: Клима у Липтовском Храдоку је оштрија умерено континентална због знатне надморске висине.
Воде: Липтовски Храдок се развио на ушћу речице Беле у већи Вах.

## Историја
Људска насеља на овом простору датирају још из праисторије. Насеље под данашњим именом први пут се спомиње у 1341, када је ту подигнут „град“ (порекло имена), тј. тврђава.
Крајем 1918. Липтовски Храдок је постао део новоосноване Чехословачке. У време комунизма дошло је до нагле индустријализације, па и до наглог повећања становништва. После осамостаљења Словачке град је постао њено општинско средиште, али је дошло до привредних тешкоћа у време транзиције.

## Становништво
| Година:    | 1994. | 2004.   | 2014.   | 2024.   |
| ---------- | ----- | ------- | ------- | ------- |
| Број људи: | 8606  | 8019    | 7629    | 6950    |
| Разлика:   |       | -6,82 % | -4,86 % | -8,90 % |

| Година:    | 2023. | 2024.   |
| ---------- | ----- | ------- |
| Број људи: | 7003  | 6950    |
| Разлика:   |       | -0,75 % |

Данас Липтовски Храдок има нешто преко 8.000 становника и последњих година број становника расте.
Етнички састав: По попису из 2001. састав је следећи:
- Словаци - 97,1%,
- Чеси - 1,4%,
- Роми - 0,7%,
- остали.

Верски састав: По попису из 2001. састав је следећи:
- лутерани - 42,2%,
- римокатолици - 31,7%,
- атеисти - 21,1%,
- остали.

## Галерија
- Поглед на град и околину
- Липтовска тврђава ("Град")
- Градски споменик
- Градски музеј